# Інспекція з праці (Швеція)
Орган Швеції з контролю за умовами праці (швед. Arbetsmiljöverket, скорочено AV) — адміністративний орган у Швеції, підпорядкований Міністерству зайнятості Швеції, відповідальність за питання, пов'язані з умовами праці та статистикою виробничого травматизму. Займається регулюванням, інформуванням і контролем, розслідуванням нещасних випадків.
Орган покликаний забезпечити робочі умови відповідно до вимог Закону про умови праці.
В 2013 орган провів близько 31 000 перевірок 19 000 робочих місць.